# Alfred Edel
Pour les articles homonymes, voir Edel.
Alfred Edel (né le 12 mars 1932 à Abensberg, mort le 17 juin 1993 à Francfort-sur-le-Main) est un acteur allemand.

## Biographie
Après avoir étudié des matières très diverses, tant sur le plan thématique que temporel (notamment la sociologie, la philosophie, l'histoire, les études théâtrales), il est engagé par Alexander Kluge en 1965 pour le film Anita G.. Par la suite, il devient un acteur très actif dans le nouveau cinéma allemand et travaille notamment avec Werner Herzog et Christoph Schlingensief.
Edel est un parodiste des gens occupés et des intellectuels. Il montre son talent comique notamment dans Das Casanova-Projekt, film de la Nouvelle école de Francfort.
En plus de son travail d'acteur occasionnel, Edel, qui s'installe à Francfort en 1963, travaille principalement pour des agences de publicité et est également membre du SPD à partir de 1962, auquel il adhère sous l'influence de Waldemar von Knoeringen. En 1989, il épouse sa compagne de longue date, la sociologue Dorle Miesala. Il meurt d'une crise cardiaque le 17 juin 1993 à Francfort-sur-le-Main à l'âge de 61 ans et est enterré au cimetière de Grafenau (Bavière).

## Filmographie
- 1966 : Anita G.
- 1968 : Les Artistes sous les chapiteaux : Perplexes
- 1970 : Die unbezähmbare Leni Peickert (TV)
- 1970 : Weg vom Fenster (TV)
- 1972 : Willi Tobler und der Untergang der 6. Flotte (de)
- 1973 : Die Sachverständigen
- 1973 : Travaux occasionnels d'une esclave
- 1973 : Supermarkt (de)
- 1974 : Die letzten Tage von Gomorrha
- 1974 : L'Énigme de Kaspar Hauser
- 1974 : Dans le danger et la plus grande détresse, le juste milieu apporte la mort
- 1974 : Die Hau-Schau
- 1975 : Peur de la peur (TV)
- 1975 : Berlinger (de)
- 1975 : Mein Onkel Theodor oder Wie man im Schlaf viel Geld verdient (de)
- 1975 : Par ici la bonne soupe
- 1975 : Die letzten Abenteuer
- 1976 : Sternsteinhof
- 1977 : La Ballade de Bruno
- 1977 : Hitler, un film d'Allemagne
- 1978 : Das Männerquartett (TV)
- 1978 : Keiner kann was dafür (TV)
- 1979 : La Patriote
- 1980 : Die Ursache (TV)
- 1981 : Kenn’ ich, weiß ich, war ich schon!
- 1981 : Die Perle der Karibik
- 1981 : Das Casanova-Projekt
- 1981 : Irrgarten – Marco Ruschiz’ Fahrt zu den Wolken (TV)
- 1981 : Die Zeit dazwischen (TV)
- 1982 : Muttertreu (TV)
- 1983 : Das Mikado-Projekt
- 1983 : Die Spider Murphy Gang (de)
- 1984 : Amerika, rapports de classe
- 1984 : Tunguska – Die Kisten sind da
- 1984 : Tränen in Florenz (de)
- 1985 : L'Attaque du présent sur le temps qui reste
- 1985 : Nicht nichts ohne Dich
- 1986 : Menu total
- 1986 : Die Schlacht der Idioten
- 1986 : Irgendwie und Sowieso (série télévisée,  épisode Miteinander – auseinander)
- 1987 : Ossegg ou La Vérité sur Hansel et Gretel
- 1987–1988 : Zur Freiheit (de) (série télévisée, 14 épisodes)
- 1988 : Monsieur Spalt par exemple (de)
- 1988 : Manöver
- 1989 : 100 Jahre Adolf Hitler – Die letzte Stunde im Führerbunker
- 1989 : Schweinegeld
- 1989 : Mix Wix (de)
- 1989 : Giovanni oder die Fährte der Frauen (TV)
- 1989 : Erdenschwer
- 1990 : Massacre allemand à la tronçonneuse
- 1990 : Die Spinnen (TV)
- 1990 : Vorwärts
- 1991 : My Father is Coming
- 1992 : Das Nest (série télévisée, 4 épisodes)
- 1992 : Der demokratische Terrorist (de)
- 1992 : Tod eines Weltstars (TV)
- 1992 : Terreur 2000
- 1992 : Die zweite Heimat - Chronik einer Jugend (de)
- 1993 : Hecht & Haie (de) (série télévisée, 13 épisodes)